# کوآنزیم آ
کوآنزیم آ (به انگلیسی: Coenzyme A) با فرمول شیمیایی C21H36N7O17P3S یک کوآنزیم مهم با شناسه پاب‌کم 6816 و جرم مولی آن ۷۶۷٫۵۳۵ گرم بر مول می‌باشد. اسید پانتوتنیک در ترکیب با سیستیمین و ATP ، کوآنزیم آ را به وجود می‌آورد. تبدیل اسید پانتوتنیک (ویتامین ب۵) به فسفوپنتتین  توسط آنزیم پنتوتنات کیناز اولین مرحله در تولید کوآنزیم آ در جانداران است.

## نقش در سلول
این کوآنزیم نقش مهمی در سلول دارد و در 4% واکنشهای آنزیمی سلول مشارکت دارد از جمله در چرخه موالونات و چرخه اسید سیتریک .
در اولین مرحله چرخه اسید سیتریک ابتدا استیل کوآنزیم A که ماده ای ۲ کربنه است با اگزالو استات که ۴ کربن دارد وارد واکنش شده و کوآنزیم آ از آن جدا میشود و پیروات اکسید میشود. محصول نهای این واکنش Citrate + CoA-SH است. کوآنزیم آ در مرحله ششم چرخه کربس و تولید سوکسینات نیز دخیل است.
در چرخه موالونات داخل سلول آنزیم  HMG-CoA ردوکتاز تبدیل HMG-CoA را به موالونات کاتالیز میکند. مسیر سوخت و ساز موالونات یک مسیر متابولیکی بسیار مهم در یوکاریوتها و بسیاری از باکتریها است که نهایتا به تولید بسیاری از ترکیبات مهم مانند کلسترول ، ایزوپرونئیدها (ترپن ها مانند لیکوپن ، کاروتن ، اسکوالن ، اوکالیپتول و پینن )می‌انجامد. 

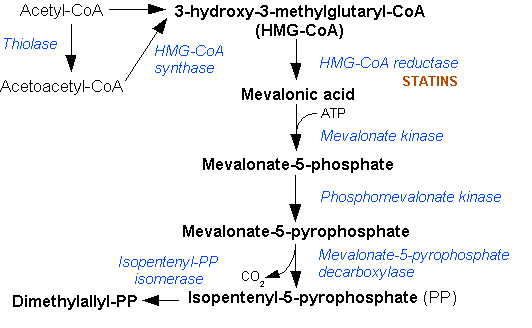
Mevalonate pathway